# Веннельбо, Пер Эрланд Берг
Пер Эрланд Берг Веннельбо (норв. Per Erland Berg Wendelbo, 1927—1981) — норвежский ботаник.

## Биография
Пер Веннельбо родился 19 сентября 1927 года в городе Осло в Норвегии.
С 1965 по 1981 год Веннельбо был профессором Гётеборгского университета. В 1974—1976 годах Веннельбо принимал участие в создании ботанического сада Ариамехр в Тегеране. Незадолго до своей смерти, в 1981 году, Веннельбо стал профессором Бергенского университета.
Пер Эрланд Берг Веннельбо был автором многочисленных научных работ, посвящённых растительной флоре Норвегии, а также Ирана, Ирака, Турции и Афганистана.

## Некоторые растения, названные в честь П. Веннельбо
- Wendelboa Soest, 1966 (=Taraxacum)
- Acantholimon wendelboi Rech.f. & Schiman-Czeika, 1974
- Allium wendelboanum Kollmann, 1983
- Allium wendelboi Matin, 1989
- Anemone wendelboi Chaudkhari, 1987
- Astragalus wendelboi I.Deml, 1972
- Bellevalia wendelboi Maassoumi & Jafari, 2008
- Centaurea wendelboi Wagenitz, 1980
- Colchicum wendelboi K.Perss., 1992
- Corydalis wendelboi Lidén, 1989
- Cousinia wendelboi Rech.f., 1972
- Delphinium wendelboi Iranshahr, 1992
- Dionysia wendelboi Podlech, 1981
- Doronicum wendelboi J.R.Edm., 1978
- Dracocephalum wendelboi Hedge, 1967
- Gagea wendelboi Rech.f., 1986
- Galium wendelboi Ehrend. & Schönb.-Tem., 1991
- Gypsophila wendelboi Rech.f., 1985
- Hierochloe wendelboi G.Weim., 1977
- Iris wendelboi Grey-Wilson & B.Mathew, 1974
- Oxytropis wendelboi Vassilcz., 1980
- Salvia wendelboi Hedge, 1972
- Tulipa wendelboi Matin & Iranshahr, 1998